# Hidroksil
Hidroksil je u kemiji spoj koji se sastoji od atoma kisika vezanog kovalentnom vezom na atom vodika. Neutralan oblik ove skupine je hidroksilni radikal. Hidroksilni anion (OH−) zove se hidroksid; to je dvoatomni ion s negativnim nabojem 1-. U terminima kemijske sinteze hidroksilna skupina (–OH) je funkcionalna skupina, kada je vezana za veću organsku molekulu.

## Hidroksilna skupina
Hidroksilna skupina je funkcionalna skupina –OH u većem organskom spoju. Organski spojevi koji sadrže hidroksilnu skupinu su alkoholi (najjednostavniji od njih imaju formulu CnH2n+1–OH). Hidroksilne skupine su od velike važnosti u biokemiji zbog toga što formiraju vodikove veze i kao donori i akceptori. To je svojstvo također vezano za njihovu sposobnost povećanja hidrofilnosti i topljivosti vode. Hidroksilna skupina posebno je dominantna u skupini ugljikohidrata.